# خليل شمام
خليل شمام (من مواليد 24 يوليو 1987) هو لاعب كرة قدم تونسي ويشغل خليل شمام مركز الظهير الأيسر في فريق الترجي الرياضي التونسي.
وهو يلعب مع منتخب تونس لكرة القدم منذ سنة 2008.حيث شارك معه في عدد من المباريات الودية والى سمية كتصفيات كأس العالم 2014 كأس أمم إفريقية .علي صعيد الأندية كانت انطلاقته وسطوع نجمه مع الترجي الرياضي التونسي ومازال يلعب هناك لحد اليوم وهو قائد الفريق .مسيرة الاعب الاحترافية تعتبر قصيرة نسبيا بخروجه لموسم واحد إلي البطولة البرتغالية وهي تجربة لم تكلل بالنجاح ليسجل عودته إلي الترجي.

## روابط خارجية
- خليل شمام على موقع الاتحاد الدولي (مؤرشف)  (الإنجليزية)
- خليل شمام على موقع قاعدة بيانات كرة القدم.إي يو (الإنجليزية)
- خليل شمام على موقع ناشيونال فوتبول تيمز (الإنجليزية)
- خليل شمام على موقع Soccerway.com (الإنجليزية)
- خليل شمام على موقع كووورة
- خليل شمام على موقع AS.com (الإسبانية)